# 機動加強旅
機動加強旅（英語：Maneuver Enhancement Brigade，MEB）是美國陸軍能夠獨立運作且模組化的多功能支援旅，主要任務是融入軍或師指揮官的作戰編組，支援旅級戰鬥隊，以及執行戰術層級的任務。一個機動加強旅最多可以指揮和控制七個在戰鬥中擁有戰場空間的營。

## 任務

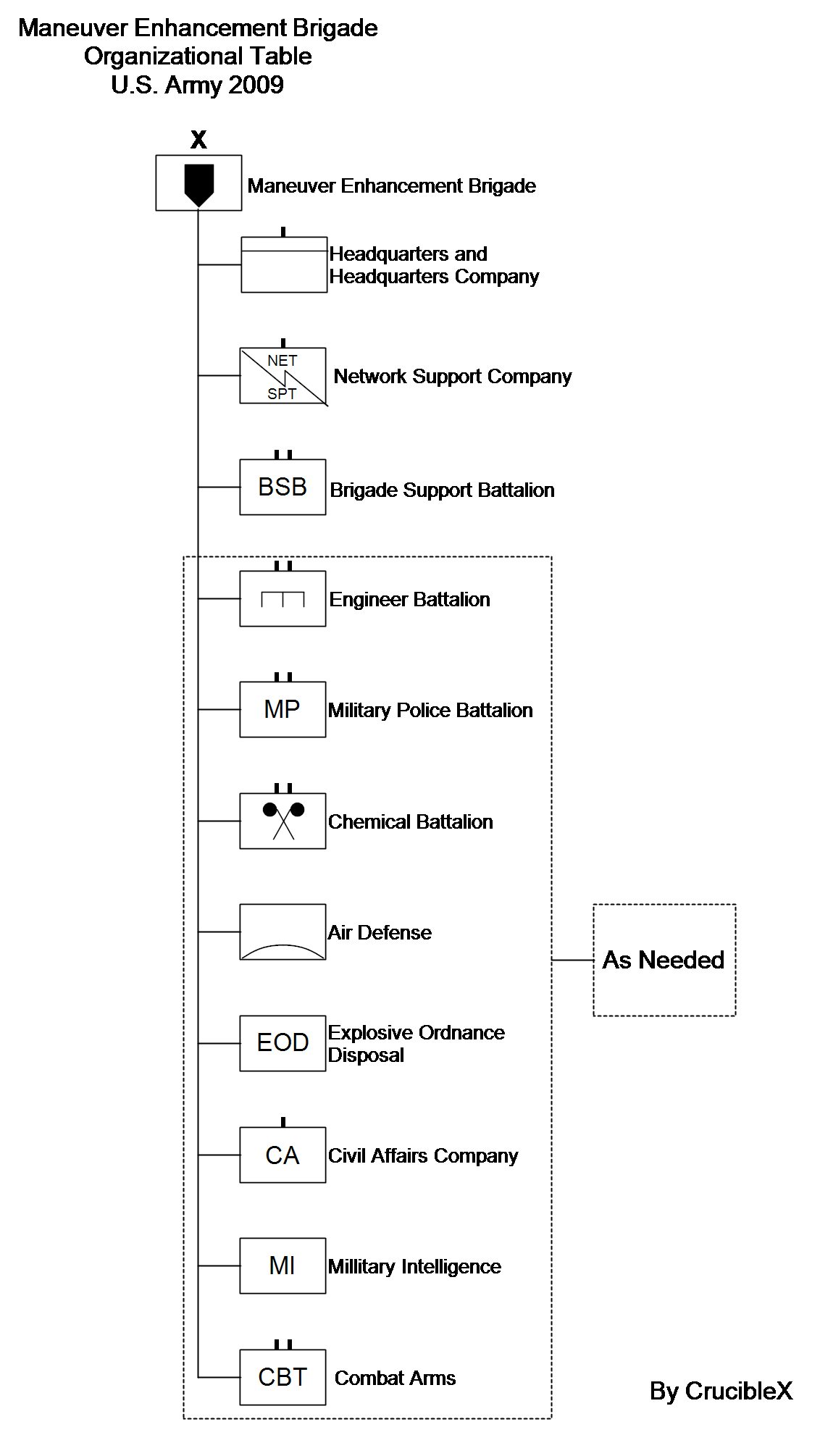
機動加強旅的組織編制。

機動加強旅是美國陸軍五種多功能支援旅之一，主要任務是向師級以上的部隊指揮官提供支援，所以會將許多原本分散的能力整合，並彌補旅級戰鬥隊和功能支援旅之間的差距。機動加強旅的組織編制包括旅部與旅部連、通信連、旅支援營，而隨著任務的不同，分配給機動加強旅的營也會有所不同，包含戰鬥工兵、憲兵、化兵、防空砲兵、爆裂物處理單位等，有時還會有一個機械化步兵營組成的戰術部隊負責後方防禦。
機動加強旅通常最多只有兩個相同性質的營，如果需要兩個相同專長的營，這樣的任務不再適合由機動加強旅執行，而更適合由功能性的旅來完成。例如某個任務需要三個工兵營，則該任務比較適合直接派遣一個工兵旅來執行。

## 單位
美國陸軍目前有19個機動增強型戰鬥支援旅，其中16個隸屬於陸軍國民兵，3個隸屬於陸軍預備役
| 臂章            | 單位            | 種類   | 駐地         |
| --------------- | --------------- | ------ | ------------ |
|                 | 第26機動加強旅  | 國民兵 | 麻薩諸塞州   |
|                 | 第55機動加強旅  | 國民兵 | 賓夕法尼亞州 |
|                 | 第67機動加強旅  | 國民兵 | 內布拉斯加州 |
|                 | 第110機動加強旅 | 國民兵 | 密蘇里州     |
|                 | 第140機動加強旅 | 國民兵 | 北卡羅來納州 |
|                 | 第136機動加強旅 | 國民兵 | 德克薩斯州   |
|                 | 第141機動加強旅 | 國民兵 | 北達科他州   |
|                 | 第149機動加強旅 | 國民兵 | 肯塔基州     |
|                 | 第157機動加強旅 | 國民兵 | 威斯康辛州   |
|                 | 第158機動加強旅 | 國民兵 | 亞利桑那州   |
|                 | 第196機動加強旅 | 國民兵 | 南達科他州   |
|                 | 第204機動加強旅 | 國民兵 | 猶他州       |
|                 | 第218機動加強旅 | 國民兵 | 南卡羅來納州 |
|                 | 第226機動加強旅 | 國民兵 | 阿拉巴馬州   |
|                 | 第301機動加強旅 | 預備役 | 華盛頓州     |
| 302nd MEB Patch | 第302機動加強旅 | 預備役 | 麻薩諸塞州   |
|                 | 第303機動加強旅 | 預備役 | 夏威夷州     |
|                 | 第404機動加強旅 | 國民兵 | 伊利諾州     |
|                 | 第648機動加強旅 | 國民兵 | 喬治亞州     |

### 其它
| 臂章 | 單位            | 種類   | 備註                 |
| ---- | --------------- | ------ | -------------------- |
|      | 第1機動加強旅   | 正規軍 | 2015年解編。         |
|      | 第2機動加強旅   | 正規軍 | 2010年取消。         |
|      | 第3機動加強旅   | 正規軍 | 2011年解編。         |
|      | 第4機動加強旅   | 正規軍 | 2015年解編。         |
|      | 第92機動加強旅  | 國民兵 | 2016年改編為憲兵旅。 |
|      | 第111機動加強旅 | 國民兵 | 2016年改編為保障旅。 |